# Teoria da autorregulação
A teoria da autorregulação é um sistema de gestão consciente e pessoal que envolve o processo de guiar os próprios pensamentos, comportamentos e sentimentos para alcançar objetivos. A autorregulação consiste em várias etapas. Nos estágios, os indivíduos devem funcionar como contribuintes para sua própria motivação, comportamento e desenvolvimento dentro de uma rede de influências que interagem reciprocamente.
Roy Baumeister, um dos principais psicólogos sociais que estudaram a autorregulação, afirma que ela possui quatro componentes: padrões de comportamento desejável, motivação para atender aos padrões, monitoramento de situações e pensamentos que precedem a quebra desses padrões e, por último, força de vontade.